# باردین (فلوریدا)
باردین (به انگلیسی: Bardin) یک منطقهٔ مسکونی در ایالات متحده آمریکا است که در فلوریدا واقع شده‌است. این محل در شهرستان پوتنام واقع است و اما پوتنام در سال ۱۸۵۳ بنیان‌گذاری شد. شهر پوتنام بر طبق سرشماری سال ۲۰۱۰ میلادی، ۱۰٬۵۵۸ نفر جمعیت داشته و مساحت آن نیز ۱۹٫۵ کیلومتر مربع است. باردین ۴۲۴ نفر جمعیت دارد و ۶٫۱ متر بالاتر از سطح دریا واقع شده‌است. این شهر در سال ۱۹۰۰ پس از وقایع باردین (۱۸۵۶–۱۹۳۴) نامگذاری شد. زیرا هازارد باردین نخستین ساکن این محل بود و کارخانه آدامس و شربت سیب زمینی در کنار خیابان بارین و نهر باردین بنا نهاد.